# Anolaima
Anolaima és un municipi colombià del departament de Cundinamarca, situat a la Província del Tequendama, a 71 km de Bogotà. Es considerada la capital fruitera de Colòmbia. El 2005 tenia 12.911 habitants.